# CyberCook
A CyberCook é uma foodtech brasileira que foi o primeiro portal da internet brasileira totalmente voltado para a gastronomia. A companhia foi fundada em julho de 1997, sob controle do grupo e-Mídia, fundada por Alexandre Canatella e adquirida em 2018 pelo Grupo Carrefour.

## História
Fundada em 1997, a e-Mídia, que naquele momento parecia uma ideia vanguardista, era o grupo detentor das marcas CyberCook, VilaMulher e MaisEquilíbrio. Pioneiro e no ar até hoje, o Cybercook foi desenvolvido de uma ideia prática: transformar o processo pessoal de “divulgação” de uma receita para a possibilidade de compartilhar essa receita com o maior números de pessoas possíveis.
Em 2012 a CyberCook lançou aplicativo para iPhone, atingindo mais de 55 mil downloads em um mês.
O CyberCook era, ao lado do VilaMulher e MaisEquilíbrio, um dos negócios da e-Mídia, adquirida em 2018 pelo Grupo Carrefour — por um valor estimado por veículos especializados em negócios e finanças de US$ 10 milhões. O fundador da empresa, Alexandre Canatella continuou como CEO do CyberCook, mas também assumiu o cargo de diretor de Negócios Digitais do Carrefour.
Ao ser adquirido pelo Grupo Carrefour Brasil em 2018, ele passou a integrar o movimento global Act for Food da companhia, que tem o objetivo de tornar a alimentação saudável acessível a todos, além de estar alinhado ao programa Desperdício Zero, criado em 2015.
A Cybercook possui mais de 100 mil receitas e 2,4 milhões de usuários únicos.